# تاماراما، نیو ساوت ولز
تاماراما (به انگلیسی: Tamarama) یک حومه شهر در استرالیا است که در نیو ساوت ولز واقع شده‌است.